# Duka
Duka é um município da Hungria, situado no condado de Vas. Tem 15,24 km² de área e sua população em 2015 foi estimada em 210 habitantes.